# Đại học Soongsil
Đại học Soongsil (tiếng Hàn 숭실대학교) là một trường đại học tư thục ở Hàn Quốc. Trường khá nổi tiếng về các ngành kỹ thuật liên quan đến máy tính ở Hàn Quốc.

## Lịch sử
Trường đại học Soongsil được thành lập lần đầu vào ngày 10 tháng 10 năm 1897 ở Bình Nhưỡng, khởi đầu là một trường tư thục. Hiệu trưởng đầu tiên của trường là William M. Baird, một mục sư làm việc cho Hội đồng Phụng Vụ Hải Ngoại thuộc Giáo hội Trưởng Nhiệm Mỹ. Vào năm 1900 trường được mở rộng thành một trường Trung học cơ sở 4 năm. Vào tháng 10 năm 1901 trường được đặt tên là Học viện Soongsil (숭실학당). Tên Soongsil của trường (tiếng Hàn 숭실, tiếng Hán 崇實, hán việt sùng thật) có nghĩa là tôn trọng sự thật, thêm vào đó theo lý giải của trường thì sùng ở đây hàm ý sùng kính chúa bằng sự thật.
Năm 1905 học viện mở thêm vài ngành học. Năm 1906 học viện được phép của các đơn vị thuộc giáo hội cho phép thành lập một trường đại học, học viện đổi tên thành Đại học Tổng hợp Soongsil (합성숭실대학), sau đó trường được chính thức công nhận là một trường đại học bởi chính phủ Triều Tiên vào năm 1907.
Năm 1925 chính quyền chiếm đóng Nhật buộc trường phải giảm quy mô xuống thành một trường kỹ thuật nhân văn và đổi tên là Trường Chuyên môn Soongsil (tiếng Hàn 숭실전문학교, tiếng Nhật 崇實專門學校).
Vào ngày 4 tháng 3 năm 1938 trường tự giải thể để phản đổi việc chính quyền chiếm đóng bắt buộc trường phải theo Đạo Shinto.
Tháng 8 năm 1945, Hàn Quốc được giải phóng khỏi chế độ đô hộ Nhật Bản, nhưng việc khôi phục lại Trường tư thục Soongsil không thành công mãi đến cuối Chiến tranh Triều Tiên. Tháng 4 năm 1954 Trường tư thục Soongsil được tái thành lập ở Hàn Quốc. Tháng 6 năm 1957 trường chuyển đến vị trí hiện tại ở Sangdo đông. Năm 1971 trường được sáp nhập với Đại học Đại Điền (대전대학, 大田大學, không phải Đại học Daejeon ngày nay) để thành lập Đại học Soongjun (숭전대학, 崇田大學).Năm 1971 trường đạt tiêu chuẩn đại học. Tháng 12 năm 1982, khuôn viên ở Daejeon của trường được tách ra thành trường Đại học Nam Hàn (한남대학교).
Tháng 11 Năm 1986, trường đổi tên thành Đại học Soongsil như hiện nay.

## Danh tiếng
Giống như hầu hết các đại học có trụ sở ở Seoul, Đại học Soongsil thuộc vào hàng có danh tiếng ở Hàn Quốc, sinh viên buộc phải đứng đầu trong khoảng 7-12% tổng số thí sinh thi đại học để đỗ vào trường. Các ngành liên quan đến IT và kinh doanh của trường có thế mạnh vượt trội. Khoa khoa học máy tính đầu tiên ở Hàn Quốc được thành lập ở trường này và hiện nay chỉ xếp thứ 2 sau trường Đại học Quốc gia Seoul trong ngành. Theo tờ nhật báo Joongang, vào năm 2011 trường đứng hạng 22 trong danh sách xếp hạng các trường toàn quốc. Năm 2012 và 2013 trường đứng hạng thứ 16 về tỉ lệ sinh viên tốt nghiệp với chứng chỉ CPA.

## Các khoa đại học
- Khoa nhân văn
- Khoa khoa học tự nhiên
- Khoa luật
- Khoa xã hội học
- Khoa kinh tế và kinh doanh quốc tế
- Khoa quản trị doanh nghiệp
- Khoa kỹ thuật
- Khoa công nghệ thông tin
- Trường Baird (trường giáo dục chuyên nghiệp)
- Khoa tài chính

## Các khoa cao học
- Cao học thông thường
- Trường cao học công nghiệp
- Trường doanh nghiệp nhỏ
- Trường khoa học viễn thông
- Trường quan hệ công nghiệp và lao động
- Trường phúc lợi xã hội
- Trường sư phạm
- Trường thần học Thiên chúa giáo
- Trường kinh doanh quốc tế

## Các viện trực thuộc
- Thư viện và trung tâm học thuật
- Bảo tàng Thiên chúa giáo Hàn Quốc
- Các viện giáo dục
  - Viện giáo dục thường xuyên
  - Viện ngôn ngữ Soongsil
  - Viện giáo dục thanh thiếu niên
- Các viện nghiên cứu
  - Viện văn hóa Thiên chúa giáo Hàn Quốc
  - Viện nhân văn
  - Viện công nghệ tương lai
  - Viện luật học
  - Viện khoa học tự nhiên
  - Viện kinh doanh và chiến lược kinh tế
  - Trung tâm thiét kế và nghiên cứu phân tử
  - Viện khoa học xã hội
  - Viện viễn thông và công nghệ media
  - Trung tâm quản lý dự án
  - Trung tâm hợp tác học thuật cho doanh nghiệp vừa và nhỏ
  - Viện IT kỹ thuật cao
  - Viện cho sinh viên tài năng

## Hình ảnh
| .                     |
| Cổng chính của trường |

| .                  |
| Khẩu hiệu năm 2012 |

## Liên kết
- Trang web tiếng Hàn
- Trang web tiếng Anh[liên kết hỏng]